# جدول التقسيم ذو المعرفات الفريدة الشامل

رسم بياني يوضح تخطيط نظام جدول التقسيمات ذي المعرفات الفريدة الشامل GPT وهذا المثال يتكون من بلوكات كل بلوك بحجم 512 بايت كل تقسيم جزئي له مدخل 128 بايت.
, and the corresponding partition entries are assumed to be located in LBA 2-33, here. LBA addresses that are negative indicate position from the end of the volume, with −1 as the last addressable block.

جدول التقسيم ذو المعرفات الفريدة الشامل (بالإنجليزية: GUID Partition Table) اختصارا (GPT) هو مقياس معياري Standard لتخطيط جدول الاقسام Partition Table على أي مخزِّن ثانوي Secondary Storage مثل القرص الصلب. جدول التقسيم ذو المعرفات الفريدة الشامل مرتبط ارتباطاً وثيقاً بالبرنامج الثابت الموحد القابل للامتداد Unified Extensible Firmware Interface (UEFI) والذي هو مقياس معياري Standard جديد (مقترح ليكون بديل للبيوس).

## نبذة تاريخية
التخطيط الواسع الانتشار لطريقة التجزئة التي تستخدم سجل الإقلاع الرئيسي المستخدمة منذ مطالع الثمانينات صادفة الكثير من المحددات التي أثرت على العتاد الحديث modern hardware ، أحد أهم هذه المحددات هو استخدام 32 بيت لتخزين العناويين block addresses والمعلومات quantity information ، بالنسبة للقرص الصلب بقطاع حجمه 512 بايت لم يكن يسمح جدول التقسيم على النظام الذي يستخدم سجل الإقلاع الرئيسي باكبر من 2 تيرا بايت (232 × 512 بايتs).
بناء على ما سبق قامت شركة إنتل بتطوير نوع جديد لجدول الأقسام بتشكيل جديد في نهايات التسعينات كجزء من ما أصبح في النهاية ما يطلق عليه UEFI البرنامج الثابت الموحد القابل للإمتداد، وفي سنة 2010 أصبح GPT ، هو الفرع الأهم من مواصفات (UEFI).
نظام GPT يسمح بتخصيص أكبر بحجم 64 بيت لما يسمى (Logic Block Addresses) LBA العنونة بنظام المقاطع وهذا يسمح بزيادة حجم الديسك بحد أقصى 264 قطاع، فإذا كان حجم القطاع 512 بايت فيصبح الحجم المسموح به 9.4 زيتابايت أو كالتالي :

9.4  (9.4 × 1021 بايت) 8 زيتابايت (9,444,732,965,739,290,427,392 بايت، يأتي من 18,446,744,073,709,551,616 (264) قطاع × 512 (29) بايت في القطاع).

## ميزات
مخطط جدول الأقسام المؤسس على الجدول الموجود بسجل الإقلاع الرئيسي يستطيع إدراج أربعة أقسام رئيسية Primary Partitions، تذكر أن سجل الإقلاع الرئيسي يشار إليه من البيوس، اما نظام GPT فان أول قطاع على القرص الصلب يكون محجوز لسجل محمي "protective MBR" (في حالة استخدام مخزن ثانوي من نوع آخر مثل SSD تختلف الطريقة تماما)، السبب في هذه الحماية لتستطيع الإقلاع من أجهزة الحاسب التي تدعم البيوس من القرص الصلب الذي يدعم GPT .
كما هو الحال مع سجلات الإقلاع الرئيسية MBRs الحديثة فإن جدول التقسيم ذو المعرفات الفريدة الشامل GPTs يستخدم طريقة العنونة LBA بدلا من الطريقة القديمة المعتمدة على طريقة العنونة اسطوانة-رأس-قطاع CHS

## متغيراتسجل الإقلاع الرئيسي
(بالإنجليزية: MBR variants)

## رأس جدول الاقسام (LBA 1)
| بداية من عنوان Offset | الطول    | المحتويات |
| --------------------- | -------- | --- |
| 0 (0x00)              | 8 بايت   | Signature ("EFI PART", 45h 46h 49h 20h 50h 41h 52h 54h or 0x5452415020494645ULL on little-endian machines)                              |
| 8 (0x08)              | 4 بايت   | Revision (for GPT version 1.0 (through at least UEFI version 2.3.1), the value is 00h 00h 01h 00h)                                      |
| 12 (0x0C)             | 4 بايت   | Header size in little endian (in bytes, usually 5Ch 00h 00h 00h or 92 bytes)                                                            |
| 16 (0x10)             | 4 بايت   | CRC32 of header (offset +0 up to header size), with this field zeroed during calculation                                                |
| 20 (0x14)             | 4 بايت   | Reserved; must be zero |
| 24 (0x18)             | 8 بايت   | Current LBA (location of this header copy)                                                                                              |
| 32 (0x20)             | 8 بايت   | Backup LBA (location of the other header copy)                                                                                          |
| 40 (0x28)             | 8 بايت   | First usable LBA for partitions (primary partition table last LBA + 1)                                                                  |
| 48 (0x30)             | 8 بايت   | Last usable LBA (secondary partition table first LBA - 1)                                                                               |
| 56 (0x38)             | 16 بايت  | Disk GUID (also referred as UUID on UNIXes)                                                                                             |
| 72 (0x48)             | 8 بايت   | Starting LBA of array of partition entries (always 2 in primary copy)                                                                   |
| 80 (0x50)             | 4 بايت   | عدد مدخلات القسم في مصقوفة Number of partition entries in array                                                                         |
| 84 (0x54)             | 4 بايت   | Size of a single partition entry (usually 80h or 128)                                                                                   |
| 88 (0x58)             | 4 بايت   | CRC32 of partition array |
| 92 (0x5C)             | *        | Reserved; must be zeroes for the rest of the block (420 bytes for a sector size of 512 bytes; but can be more with larger sector sizes) |
| LBA حجم               | الاجمالي | الاجمالي |

## مدخلات القسم
(بالإنجليزية: Partition entries)
| Offset    | الطول             | المحتويات                                       |
| --------- | ----------------- | ----------------------------------------------- |
| 0 (0x00)  | 16 بايت           | Partition type GUID                             |
| 16 (0x10) | 16 بايت           | Unique partition GUID                           |
| 32 (0x20) | 8 بايت            | First LBA (little endian)                       |
| 40 (0x28) | 8 بايت            | Last LBA (inclusive, usually odd)               |
| 48 (0x30) | 8 بايت            | Attribute flags (e.g. bit 60 denotes read-only) |
| 56 (0x38) | 72 بايت           | Partition name (36 UTF-16LE code units)         |
|           | 128 اجمالي البايت |                                                 |

| بيت   | المحتويات |
| ----- | --- |
| 0     | System partition (disk partitioning utilities must preserve the partition as is) قسم النظام ويجب ان يكون محمي ومصان                  |
| 1     | EFI firmware should ignore the content of the partition and not try to read from it                                                  |
| 2     | Legacy BIOS bootable (equivalent to active flag (typically bit 7 set) at offset +0h in partition entries of the سجل الإقلاع الرئيسي) |
| 3–47  | Reserved for future use محمي لاستخدامات مستقبلية (في المستقبل)                                                                       |
| 48–63 | معرف ومستخدم بواسطة القسم الفردي Defined and used by the individual partition type                                                   |

قامت ميكروسوفت بتعريف أنواع الموصفات لبيانات القسم الرئيسي بناء على ماذكر بمقالها TechNet article كالتالي:
| بيت Bit | ! المحتويات                                   |
| ------- | --------------------------------------------- |
| 60      | Read-only قراءة فقط                           |
| 62      | Hidden مخفي                                   |
| 63      | Do not automount (بمعنى عدم تعيين حرف للدليل) |

## وصلات خارجية
- موقع ميكروسوفت تيتش نت: Disk Sectors on GPT Disks (archived page)
- موقع ميكروسوفت تيتش نت: Troubleshooting Disks and File Systems
- موقع ميكروسوفت تيتش نت: Using GPT Drives
- موقع ميكروسوفت: FAQs on Using GPT disks in Windows
- موقع مطوري ابل: Secrets of the GPT
- Make the most of large drives with GPT and Linux
- GPT fdisk: Information on Hybrid GPT-MBR, Converting MBR and BSD disklabels to GPT and Booting from GPT disks
- Convert Windows Vista SP1+ or 7 x86_64 boot from BIOS-MBR mode to UEFI-GPT mode without Reinstall نسخة محفوظة 26 أبريل 2012 على موقع واي باك مشين.
- Rod Smith - A BIOS to UEFI Transformation
- Support for GPT (Partition scheme) and HDD greater than 2.19 TB in Microsoft Windows XP
- Setting up a RAID volume in Linux with >2TB disks